# Tour de France 2012/6. Etappe
Die 6. Etappe der Tour de France 2012 fand am 6. Juli 2012 statt. Sie war 207,5 km lang und führte von Épernay nach Metz. Es gingen noch 194 von 198 Fahrern an den Start.

## Teilnehmende Teams
- BMC Racing Team (BMC)
- RadioShack-Nissan (RNT)
- Team Europcar (EUC)
- Euskaltel-Euskadi (EUS)
- Lampre-ISD (LAM)
- Liquigas-Cannondale (LIQ)
- Garmin-Sharp (GRS)
- AG2R La Mondiale (ALM)
- Cofidis, le Crédit en Ligne (COF)
- Saur-Sojasun (SAU)
- Sky ProCycling (SKY)
- Lotto Belisol Team (LTS)
- Vacansoleil-DCM (VCD)
- Katusha Team (KAT)
- FDJ-Big Mat (FDJ)
- Rabobank Cycling Team (TLJ)
- Movistar (MOV)
- Team Saxo Bank-Tinkoff Bank (STB)
- Astana Pro Team (AST)
- Omega Pharma-Quick Step (OPQ)
- Orica GreenEdge (OGE)
- Team Argos-Shimano (TGA)

## Strecke
Die Strecke führte überwiegend in östlicher Richtung durch die Départements Marne, Meuse, Meurthe-et-Moselle und Moselle. Zwar war das Profil im Allgemeinen leicht wellig, steile Anstiege fehlten jedoch weitgehend. Der Zwischensprint wurde in Saint-Mihiel ausgetragen, kurz darauf folgte die einzige Bergwertung des Tages (4. Kategorie).

## Rennverlauf
Noch 194 der ursprünglich 198 Fahrer starteten zu dieser Flachetappe. Nach fünf Kilometern riss der Amerikaner David Zabriskie aus, zu dem sich wenig später auch der Italiener Davide Malacarne, der Belgier Romain Zingle und der Niederländer Karsten Kroon gesellten. Das Quartett baute bis Kilometer 28 seinen Vorsprung auf 4:05 Minuten aus. Nach 35 Kilometern stürzten mehrere Fahrer, so dass sich das Tempo des Feldes verringerte. Die Ausreißer konnten ihren Vorsprung auf fast sieben Minuten ausbauen, bevor sich dieser wieder allmählich verringerte.
Den Zwischensprint in Saint-Mihiel entschied Kroon für sich; 2:50 Minuten später war Matthew Goss der erste im Feld, der diese Stelle passierte. Die einzige Bergwertung des Tages gewann Zabriskie. In der Folge verschärfte das Feld das Tempo deutlich, wobei vor allem Goss’ Team Orica GreenEdge die Nachführarbeit leistete. 26 Kilometer vor dem Ziel ereignete sich ein Massensturz, in den über hundert Fahrer verwickelt waren. Zu diesen gehörten unter anderem Fränk Schleck, Ryder Hesjedal, Jean-Christophe Péraud, Pierre Rolland, Robert Gesink, Alejandro Valverde, Thomas Voeckler und Mark Cavendish.
Aufgrund des Sturzes teilte sich das Feld in mehrere größere Gruppen. Während die vorderste Gruppe weiterhin Jagd auf die Ausreißer machte, versuchte eine zweite Gruppe, den Rückstand so gering wie möglich zu halten. 2,5 Kilometer vor dem Ziel wurden Malacarne, Zingle und Kroon eingeholt, einen Kilometer später auch Zabriskie. Im Sprint um den Tagessieg setzte sich Peter Sagan gegen André Greipel durch. Der zweite Teil des Feldes traf mit einem Rückstand von 2:09 Minuten im Ziel ein, zwei weitere Gruppen verloren sechs bzw. zehn Minuten. Ryder Hesjedal, Gesamtsieger des Giro d’Italia 2012, verlor in der letzten Gruppe über 13 Minuten auf den Sieger.

## Punktewertung
| Zwischensprint in Saint-Mihiel nach 135,5 km auf 223 m |                        |                            |         |
| 1.                                                     | Niederlande            | Karsten Kroon (STB)        | 20 Pkt. |
| 2.                                                     | Vereinigte Staaten     | David Zabriskie (GRS)      | 17 Pkt. |
| 3.                                                     | Belgien                | Romain Zingle (COF)        | 15 Pkt. |
| 4.                                                     | Italien                | Davide Malacarne (EUC)     | 13 Pkt. |
| 5.                                                     | Australien             | Matthew Goss (OGE)         | 11 Pkt. |
| 6.                                                     | Vereinigtes Konigreich | Mark Cavendish (SKY)       | 10 Pkt. |
| 7.                                                     | Slowakei               | Peter Sagan (LIQ)          | 9 Pkt.  |
| 8.                                                     | Belgien                | Kris Boeckmans (VCD)       | 8 Pkt.  |
| 9.                                                     | Norwegen               | Edvald Boasson Hagen (SKY) | 7 Pkt.  |
| 10.                                                    | Belarus                | Jauheni Hutarowitsch (FDJ) | 6 Pkt.  |
| 11.                                                    | Australien             | Stuart O’Grady (OGE)       | 5 Pkt.  |
| 12.                                                    | Sudafrika              | Daryl Impey (OGE)          | 4 Pkt.  |
| 13.                                                    | Ukraine                | Jaroslaw Popowytsch (RNT)  | 3 Pkt.  |
| 14.                                                    | Schweiz                | Michael Albasini (OGE)     | 2 Pkt.  |
| 15.                                                    | Danemark               | Lars Bak (LTB)             | 1 Pkt.  |

| Etappenziel in Metz nach 207,5 km auf 168 m |             |                           |         |
| 1.                                          | Slowakei    | Peter Sagan (LIQ)         | 45 Pkt. |
| 2.                                          | Deutschland | André Greipel (LTB)       | 35 Pkt. |
| 3.                                          | Australien  | Matthew Goss (OGE)        | 30 Pkt. |
| 4.                                          | Niederlande | Kenny van Hummel (VCD)    | 26 Pkt. |
| 5.                                          | Argentinien | Juan José Haedo (STB)     | 22 Pkt. |
| 6.                                          | Neuseeland  | Greg Henderson (LTB)      | 20 Pkt. |
| 7.                                          | Italien     | Alessandro Petacchi (LAM) | 18 Pkt. |
| 8.                                          | Italien     | Luca Paolini (KAT)        | 16 Pkt. |
| 9.                                          | Sudafrika   | Daryl Impey (OGE)         | 14 Pkt. |
| 10.                                         | Australien  | Brett Lancaster (OGE)     | 12 Pkt. |
| 11.                                         | Frankreich  | Sébastien Hinault (ALM)   | 10 Pkt. |
| 12.                                         | Niederlande | Roy Curvers (ARG)         | 8 Pkt.  |
| 13.                                         | Frankreich  | Julien Simon (SAU)        | 6 Pkt.  |
| 14.                                         | Australien  | Cadel Evans (BMC)         | 4 Pkt.  |
| 15.                                         | Osterreich  | Bernhard Eisel (SKY)      | 2 Pkt.  |

## Aufgaben
- 032 –  Mikel Astarloza (Euskaltel-Euskadi): Aufgabe während der Etappe nach einem Sturz.
- 049 –  Davide Viganò (Lampre-ISD): Aufgabe während der Etappe nach einem Sturz.
- 062 –  Tom Danielson (Garmin-Sharp): Aufgabe während der Etappe nach einem Sturz.
- 126 –  Wout Poels (Vacansoleil-DCM): Aufgabe während der Etappe nach einem Sturz.